# Sant Flor de Sauviac
Saint-Flour és un municipi francès situat al departament del Puèi Domat i a la regió d'Alvèrnia-Roine-Alps. L'any 2007 tenia 219 habitants.

## Demografia

### Població
El 2007 la població de fet de Saint-Flour era de 219 persones. Hi havia 96 famílies de les quals 28 eren unipersonals (12 homes que vivien sols i 16 dones que vivien soles), 44 parelles sense fills, 16 parelles amb fills i 8 famílies monoparentals amb fills.
La població ha evolucionat segons el següent gràfic:
Habitants censats

### Habitatges
El 2007 hi havia 164 habitatges, 99 eren l'habitatge principal de la família, 53 eren segones residències i 13 estaven desocupats. 157 eren cases i 5 eren apartaments. Dels 99 habitatges principals, 83 estaven ocupats pels seus propietaris, 11 estaven llogats i ocupats pels llogaters i 5 estaven cedits a títol gratuït; 3 tenien dues cambres, 14 en tenien tres, 33 en tenien quatre i 49 en tenien cinc o més. 63 habitatges comptaven, pel cap baix, amb una plaça de pàrquing. A 46 habitatges hi havia un automòbil i a 39 n'hi havia dos o més.

### Piràmide de població
La piràmide de població per edats i sexe el 2009 era:
| Homes | Edats   | Dones |
| ----- | ------- | ----- |
| 0     | 95 o +  | 0     |
| 4     | 90 a 94 | 4     |
| 4     | 85 a 89 | 0     |
| 0     | 80 a 84 | 0     |
| 4     | 75 a 79 | 8     |
| 0     | 70 a 74 | 4     |
| 12    | 65 a 69 | 4     |
| 12    | 60 a 64 | 8     |
| 8     | 55 a 59 | 0     |
| 16    | 50 a 54 | 24    |
| 12    | 45 a 49 | 0     |
| 4     | 40 a 44 | 4     |
| 4     | 35 a 39 | 0     |
| 16    | 30 a 34 | 8     |
| 0     | 25 a 29 | 4     |
| 4     | 20 a 24 | 4     |
| 8     | 15 a 19 | 8     |
| 8     | 10 a 14 | 8     |
| 8     | 5 a 9   | 4     |
| 4     | 0 a 4   | 0     |

## Economia
El 2007 la població en edat de treballar era de 144 persones, 104 eren actives i 40 eren inactives. De les 104 persones actives 98 estaven ocupades (55 homes i 43 dones) i 6 estaven aturades (3 homes i 3 dones). De les 40 persones inactives 10 estaven jubilades, 16 estaven estudiant i 14 estaven classificades com a «altres inactius».

### Ingressos
El 2009 a Saint-Flour hi havia 116 unitats fiscals que integraven 261 persones, la mediana anual d'ingressos fiscals per persona era de 16.791 €.

### Activitats econòmiques
Dels 6 establiments que hi havia el 2007, 2 eren d'empreses extractives, 1 d'una empresa de construcció, 1 d'una empresa de comerç i reparació d'automòbils, 1 d'una empresa de transport i 1 d'una empresa de serveis.
L'únic servei als particulars que hi havia el 2009 era una fusteria.
L'any 2000 a Saint-Flour hi havia 14 explotacions agrícoles que ocupaven un total de 656 hectàrees.

## Equipaments sanitaris i escolars
El 2009 hi havia una escola elemental integrada dins d'un grup escolar amb les comunes properes formant una escola dispersa.

## Poblacions més properes
El següent diagrama mostra les poblacions més properes.